# Ге, Николай Николаевич (младший)
Николай Николаевич Ге (фр. Gay; варианты имени: Ге (младший), Ge N.; 30 сентября [12 октября] 1857, Рим — 5 ноября 1938, Женжен) — художник-любитель, издатель, писатель; сын художника Н. Н. Ге (старшего).

## Биография

### Ранние годы в Италии. Толстовство
Николай Ге родился и провел детство в Италии, где его отец был пенсионером Императорской Академии художеств. Николай недолго учился в Ларинской гимназии в Петербурге. Позже он вернулся в Италию, во Флоренцию, и поступил в местную Академию изящных искусств, но уже в 1879 году бросил учёбу. Затем он переехал в Париж с целью учиться в Сорбонне. В 1880 году он был вынужден вернуться в Российскую Империю в связи с болезнью своей матери. До 1884 года Николай учился на юридическом факультете Киевского Императорского университета святого Владимира, где написал (но не защитил) дипломную работу «О бесправии уголовного права».
Бросив университет в Киеве, Николай Ге поселился на хуторе отца (Ге-старшего) в Ивановском Черниговской губернии, где непосредственно занимался сельским хозяйством (под влиянием учения Льва Толстого). Здесь в 1878 году молодая крестьянка Агафья Слюсарева, работавшая на хуторе Ге-старшего скотницей, родила от него дочь Прасковью.
В 1885-87 годах Ге часто бывал в Ясной Поляне, где вел издательские дела Толстого. В 1888 году он даже пешком прошел с писателем весь путь из Москвы в Ясную Поляну. Во время голода 1891-92 годов он помогал Толстому в организации сбора пожертвований больным и голодающим крестьянам. Позже Ге отрекся от учения Толстого — назвав десять лет, прожитых в соответствии с толстовскими идеями, «ошибочными и нелепыми». Несмотря на это он помогал Льву Николаевичу в переписывании и чтении корректур романа «Воскресение» (1899), а также в 1901 году навещал больного Толстого в Гаспре.

### Новая семья. Эмиграция во Францию
В 1895 году Ге переехал в Алушту со своей гражданской женой (и, одновременно, двоюродной сестрой) Зоей Григорьевной Рубан-Щуровской (урожденная Ге), осужденной участницей народовольческого движения, с её тремя детьми, а также с двумя своими (сын остался с матерью в деревне). В этот период он исполнял заказы на проектирование и постройку дач в «профессорском уголке» Алушты.
В 1897 году Николай Николаевич передал в дар Павлу Третьякову принадлежавшую ему часть художественного наследия отца. В связи с цензурным запретом, наложенным властями Российской империи на экспонирование некоторых картин с религиозными сюжетами, он позже забрал из Третьяковской галереи часть этой коллекции. Среди этих полотен оказались и два варианта картины — окончательный «Распятие» (1894) и отвергнутый автором «Распятие» (1892), которые он позже вывез в Швейцарию.
В 1901 году Ге переехал с семьей в Швейцарию, в дом Павла Бирюкова в Оне (фр. Onex). В зимние месяцы 1901—1906 годов он преподавал русский язык в Институте восточных языков и цивилизаций в Париже. В 1903 году он организовал выставку произведений отца в Париже и Женеве и дважды издал «Альбом художественных произведений Николая Николаевича Ге» (1903 и 1904). В 1906 году он предпринял попытку издать переписку Николая Ге с Львом Толстым (со своими комментариями), а позже предлагал в коллекцию М. П. Рябушинскому картину «Распятие».
В 1907 году Николай Ге совместно с Иваном Фидлером — участником декабрьского вооруженного восстания в Москве (1905) — организовал в Жюсси (пригород Женевы) школу для детей русских эмигрантов. Около 1912 года Николай расстался с Зоей Ге, которая вернулась в Россию. В том же году он стал гражданином Франции. После этого Ге занимался поставками швейцарского породистого скота в Россию: в последний раз приезжал в Российскую империю в 1915 году.
В 1916 году на фронте Первой мировой войны погибает его старший сын — тоже Николай (как отец и дед). В этот период своей жизни Ге регулярно выступал в печати со статьями на общественно-политические темы. В 1919 году он издал в Женеве книгу «От автократии к демократии».

### Последние годы в Швейцарии
В 1920—30-е годы Ге жил у госпожи Беатрис де Ватвилль (фр. Beatrice de Watteville) — владелицы старинного швейцарского поместья Шато де Жанжан (фр. Chateau de Gingins), недалеко от Женевы и Лозанны. 28 марта 1929 года он составил завещание, по которому передал госпоже де Ватвилль, в обмен на пожизненную пенсию, произведения отца (40 живописных и 57 графических), 64 письма Льва Толстого и библиотеку в 2000 томов.
Во Флоренции Ге издал в итальянском переводе письма Толстого, не публиковавшиеся ранее: «64 Lettere inedite di Leone Tolstoi», Firenze, Sansoni, (1936). В 1936 году собрание произведений Ге-старшего было открыто для публичного обозрения в нескольких залах Шато де Жанжан.
В 1937-38 годах в Париже Николай Ге опубликовал в журнале «Современные записки» свои воспоминания «Неизданные письма Л. Н. Толстого». Умер в 1938 году; был похоронен на сельском кладбище в деревне Жанжан (фр. Gingins). Эпитафией на его могильном камне стала фраза, взятая из книги пророка Даниила (XII.3): «Ceux qui auront été intelligents brilleront comme la splendeur au ciel» («И разумные будут сиять, как светила на тверди…»).

## Произведения
Николай Ге имел художественный талант, всю жизнь занимался искусством. Известно несколько десятков его живописных и графических произведений (пейзажи и портреты, исполненные в крепкой академической манере). В выставках он не участвовал, хотя его работы представлены в собрании Государственной Третьяковской галереи.
- Н. Н. Ге (младший). Портрет Надежды Григорьевны Ге. 1904. ГТГ.

### Статьи и книги
- Н. Ге, «От автократии к демократии», 1919.
- Н. Ге, «Неизданные письма Л. Н. Толстого» // Современные записки, 1937-38.

## Семья
Брат Пётр Николаевич Ге (1859—1939).
Жены:
Агафья (Гапка) Игнатьевна Слюсарева (1856—1900) — крестьянка-скотница, мать всех троих детей.
Зоя Григорьевна Рубан-Щуровская (урожденная Ге, 1861—1942) — (двоюродная сестра) революционерка, была арестована в 1883 году по обвинению в принадлежности к народническому кружку.
Дети: Прасковья (1878—1959) — осталась на попечении деда (Николая Ге); с 1895 года и до самой смерти жила в Алуште, работала медицинской сестрой, написала воспоминания о хуторе деда, которые были опубликованы в журнале «Крым» (1958). Николай (1890—1916) — погиб на фронте, сражаясь на стороне французской армии. Иван (1891—1914/1915) — умер в России от психического расстройства, предположительно, унаследованного от матери.